# Sokolov
Sokolov là một thị trấn thuộc huyện Sokolov, vùng Karlovarský, Cộng hòa Séc.